# Psycadelik Thoughtz
Albums de B.o.B
Underground Luxury
(2012) WATER
(2015)
Singles
1. Back and Forth
Sortie : 13 août 2015

Psycadelik Thoughtz est le quatrième album studio du rappeur américain B.o.B, sorti le 14 août 2015.
L'album s'est classé 10e au Top R&B/Hip-Hop Albums , 7e au Top Rap Albums et 97e au Billboard 200.

## Liste des pistes
| No  | Titre                                | Producteur(s)                              | Durée |
| --- | ------------------------------------ | ------------------------------------------ | ----- |
| 1.  | Psycadelik Thoughtz                  | Cook Classics                              | 3:39  |
| 2.  | Violence (featuring Jon Bellion)     | B.o.B, JaqueBeatz                          | 2:26  |
| 3.  | Confucius (featuring Soaky Siren)    | Arthur McArthur, B.o.B                     | 3:26  |
| 4.  | Back and Forth                       | B.o.B, Jamieson Jones                      | 3:43  |
| 5.  | Plain Jane                           | G-Tek, B.o.B                               | 3:00  |
| 6.  | Hourglass                            | B.o.B, Geffro                              | 3:48  |
| 7.  | Violet Vibrato                       | B.o.B, Kyle King, JaqueBeatz, Jeremy Davis | 4:54  |
| 8.  | Up                                   | B.o.B, JaqueBeatz                          | 4:33  |
| 9.  | Joburg                               | B.o.B                                      | 3:48  |
| 10. | Love Life (featuring Sevyn Streeter) | B.o.B, Joe Fitz                            | 3:36  |
| 11. | Have Nots                            | B.o.B, Kyle King, JaqueBeatz               | 3:33  |